# Carlo Monticelli
Carlo Monticelli (Monselice, 25 ottobre 1857 – Roma, 14 luglio 1913) è stato un anarchico, poeta e editore italiano, fondatore del mensile Socialismo popolare e membro del Partito Socialista dei Lavoratori Italiani.

## Biografia
Figlio di Elisabetta Oliveti, una maestra dell’Istituto femminile Buggiani di Monselice, e di Martino, dirigente di alcune cave di trachite, Monticelli nacque a Monselice il 25 ottobre 1857.
Monticelli frequentò il seminario di Padova, prima di venire espulso nel 1875 a causa di una sua pubblicazione intitolata La Rocca Rossa. L'anno successivo, dopo aver fatto ritorno al suo paese natale, iniziò ad avere contatti con dei socialisti e anarchici locali, dando vita nel marzo 1877, in seguito alla visita di Andrea Costa, ad una sezione locale dell'Internazionale, che costituiva allora la più importante sezione del Veneto. Il primo congresso si tenne a Padova il 24 luglio 1878.
Nel 1878 scrisse la poesia Chi è un socialista e annunciò attraverso alcune circolari la nascita della Federazione veneta. Già tenuto sotto controllo dalle autorità a causa delle sue idee politiche e già segnalato dal commissario locale, il 23 novembre 1878, alcuni giorni dopo il fallito attentato ad Umberto I da parte dell'anarchico Giovanni Passannante, insieme al padre, al fratello e ad altri cinque componenti della sezione di Monselice venne arrestato, dopo l'affissione di un manifesto in cui la sezione dichiarava la propria estraneità con i fatti accaduti a Napoli, con l'accusa di cospirazione contro la sicurezza interna dello Stato, secondo quanto riferito dalla rivista La Plebe. Monticelli venne scarcerato nell'aprile successivo e segnalato come potenziale attentatore alla vita del sovrano. In seguito a questi eventi la sezione dell'Internazionale di Monselice si disgregò.
Tra il 5 e il 6 dicembre 1880 partecipò come rappresentante del Veneto al congresso di Chiasso, dove ebbe modo di conoscere Anna Kuliscioff e Amilcare Cipriani. Il 6 febbraio 1881 prese parte a un convegno socialista ad Abano, dove si decise di fondare un giornale di ispirazione anarchica. In seguito venne nuovamento arrestato e scontò diversi mesi in un carcere di Milano, prima di venire rilasciato per assenza di reato. Dopo alcuni mesi, mentre faceva ritorno da Lugano fu nuovamente arrestato per un breve periodo di tempo a causa della pubblicazione di una raccolta di poesie intintolata Alla Rivoluzione. Nel 1881 pubblicò inoltre la sua poesia più conosciuta, La Marsigliese del lavoro (nota anche come Inno dei pezzenti), musicata nel 1895 da Guglielmo Vacchi.
Dopo una breve tappa a Nizza e a Marsiglia, nell'ottobre 1882 si trasferì a Milano, dove fondò il settimanale Tito Vezio, attraverso il quale criticò il deputato socialista Andrea Costa, che venne accusato di aver dato vita a un'alleanza tra la borghesia e il Partito socialista rivoluzionario romagnolo e di aver giurato fedeltà al re e al Parlamento, di fatto tradendo i suoi ideali. In seguito a diversi sequestri da parte delle autorità, il giornale venne chiuso nell’aprile 1883 e Monticelli venne condannato a 28 mesi di carcere e a pagare una multa di circa 6000 lire, ma evitò la condanna fuggendo in Svizzera e poi a Parigi, dove connobbe l'anarchico russo Pëtr Alekseevič Kropotkin. Durante questo periodo mantenne vivi i contatti con l'Italia, scrivendo per l'Intransigente ed entrando in contatto con l'Unione rivoluzionaria dei socialisti italiani. Tra il 1878 e il 1881 scrisse la raccolta Schioppettate poetiche, che venne pubblicata nel 1883.
Grazie a un'amnistia poté ritornare in Italia nel 1887, fondando a Venezia insieme a Emilio Castellani il giornale L’Ottantanove, che come il Tito Vezio ebbe una vita molto breve a causa dei continui sequestri. L'anno successivo divenne redattore del quotidiano Il Piccolo. Nel 1889, dopo essersi dichiarato un anarco-comunista, si candidò alle elezioni amministrative veneziane nella lista del Fascio elettorale dei lavoratori veneziani e l'anno successivo a quelle politiche, raccogliendo solo 283 voti e non risultando eletto. Durante questi anni in diverse città italiane, come Forlì, Venezia, Cremona, Livorno, Roma, La Spezia e Cesena, venne rappresentato il suo dramma teatrale, composto da quattro parti, intitolato Gabriella, che, nonostante le censure a causa dei temi trattati, riscontrò molto successo tra il pubblico e la critica.
Nel 1892 fondò il mensile Socialismo popolare, che ospitò interviste a personaggi politici molto importanti, tra cui Filippo Turati, Osvaldo Gnocchi Viani, Vittorio Podrecca, Arturo Labriola ed Edmondo De Amicis, e che arrivò ad avere una tiratura massima di circa 25000 copie. Lo stesso anno a Venezia diede vita alla Lega per l’emancipazione dei lavoratori e inoltre prese parte al I e al II Congresso nazionale del Partito dei Lavoratori Italiani. Nel settembre 1895 scontò alcuni giorni di carcere per aver dichiarato durante un comizio "Viva il socialismo".
Dal 1895 al 1896 Monticelli ricoprì il ruolo di segretario della Camera del lavoro di Venezia, prima del suo licenziamento dovuto alla sospensione del sussidio da parte del Comune. Nel 1897 pubblica la raccolta Canti sociali. Nel settembre 1897 partecipò a Bologna al V Congresso del Partito Socialista dei Lavoratori Italiani. Negli anni successivi, nel 1897, nel 1900 e nel 1904, si candidò alle elezioni politiche, non risultando però mai eletto. Nel 1903 entrò a far parte della redazione del quotidiano Avanti!, di cui era stato alcuni anni prima corrispondente da Venezia, venendo però licenziato due anni più tardi. Dopo questo fatto prese le distanze dal partito.
Dopo aver collaborato con alcuni giornali, tra cui Capitan Fracassa, per circa un anno fu il segretario di Giuseppe Sanarelli, allora Sottosegretario di Stato per l'Agricoltura, l'Industria e il Commercio; durante questi anni strinse anche una forte amicizia con Luigi Luzzatti. In seguito vinse un concorso, diventando applicato presso il Ministero dell'agricoltura, dell'industria e del commercio.
Nel febbraio 1897 ebbe un incontro con il re, fatto che suscitò pesanti critiche da parte dei socialisti veneziani, che chiamarono Monticelli "un rettile strisciante" e "un venduto". Nel 1908, grazie all'aiuto di Andrea Costa, entrò a far parte della loggia massonica Lira e spada.
Morì a Roma il 14 luglio 1913 a causa di un'apoplessia.

## Opere
- Chi è un socialista, Monselice, 1878.
- Alla rivoluzione, Londra, 1881.
- 2 luglio 1882. Pel trigesimo dalla morte di Giuseppe Garibaldi, Monselice, 1882.
- Schioppettate poetiche, Milano, 1883.
- Canzoniere socialista, Cannes, 1888.
- Gabriella. Dramma in quattro atti, Milano, 1890.
- Morale nuova. Un brutto quarto d’ora, Venezia, 1892.
- La vita artistica di Emilio Zago, 1894.
- Povero fio! Bozzetto drammatico, Padova, 1895.
- Canti sociali, Venezia, 1896.
- Socialismo popolare, 1897.
- La nostra festa (1º maggio), Firenze, 1901.
- Lo sciopero. Storia suggestiva di uno sciopero, Castrocaro, 1903.
- Il primo giorno del socialismo, 1904.
- Un errore giudiziario della direzione del Partito socialista. La condotta di Ferri nella questione dei catastali. Autodifesa documentata, Roma, 1905.
- Il canto dell’amore, 1910.
- Andrea Costa e l’Internazionale, 1910.
- La storia dei papi, 1910-1911.